# Ruizia
Ruizia é um género botânico pertencente à família Malvaceae.

## Especies
| - Ruizia aurea - Ruizia cordata - Ruizia diversifolia - Ruizia fragrans - Ruizia integrifolia | - Ruizia laciniata - Ruizia leandrii - Ruizia lobata - Ruizia palmata - Ruizia variabilis |